# Phidyle punctipes
Phidyle punctipes là một loài nhện trong họ Anyphaenidae.
Loài này thuộc chi Phidyle. Phidyle punctipes được Hercule Nicolet miêu tả năm 1849.